# Frontière entre la Barbade et Sainte-Lucie
La frontière entre la Barbade et Saint-Lucie est la frontière, intégralement maritime, séparant la Barbade et Sainte-Lucie, dans les Petites Antilles (mer des Caraïbes).
Un accord signé le 6 juillet 2017 à l'occasion du 38e Conférence des chefs du gouvernement du CARICOM vient juridiquement délimiter la frontière, traité qui entre en œuvre le 1er septembre 2019.

## Caractéristiques
Les espaces maritimes de chacun des deux pays sont délimités par la ligne située à égale distance de leur ligne de base respective ; elle joint par des arcs géodésiques les 21 points dont les coordonnées géographiques sont les suivantes (dans le système géodésique WGS 84):
- Point 1 : 14° 06′ 56.80″ N, 59° 59′ 45.60″ O
- Point 2 : 14° 00′ 23.78″ N, 60° 03′ 32.84″ O
- Point 3 : 14° 00′ 18.59″ N, 60° 03′ 35.75″ O
- Point 4 : 13° 53′ 27.50″ N, 60° 07′ 14.01″ O
- Point 5 : 13° 52′ 02.01″ N, 60° 07′ 59.65″ O
- Point 6 : 13° 43′ 44.80″ N, 60° 11′ 45.57″ O
- Point 7 : 13° 42′ 01.58″ N, 60° 12′ 28.08″ O
- Point 8 : 13° 38′ 53.05″ N, 60° 13′ 49.32″ O
- Point 9 : 13° 36′ 11.46″ N, 60° 14′ 58.83″ O
- Point 10 : 13° 32′ 52.71″ N, 60° 16′ 18.44″ O
- Point 11 : 13° 32′ 43.45″ N, 60° 16′ 22.14″ O
- Point 12 : 13° 32′ 38.35″ N, 60° 16′ 24.19″ O
- Point 13 : 13° 32′ 06.15″ N, 60° 16′ 37.15″ O
- Point 14 : 13° 31′ 10.25″ N, 60° 16′ 59.40″ O
- Point 15 : 13° 30′ 21.56″ N, 60° 17′ 18.81″ O
- Point 16 : 13° 26′ 42.21″ N, 60° 18′ 43.13″ O
- Point 17 : 13° 23′ 43.58″ N, 60° 19′ 51.80″ O
- Point 18 : 13° 20′ 54.56″ N, 60° 20′ 49.42″ O
- Point 19 : 13° 20′ 51.52″ N, 60° 20′ 50.51″ O
- Point 20 : 13° 18′ 59.47″ N, 60° 21′ 29.15″ O
- Point 21 : 13° 14′ 37.99″ N, 60° 22′ 59.31″ O

Les coordonnées du point 1 coïncident avec le point L18 dans l'accord de délimitation entre le Gouvernement de Sainte-Lucie et le Gouvernement de la République française du 4 mars 1981, et le point 1 dans l'accord entre la Barbade et le Gouvernement de la République française sur la délimitation de l'espace maritime en date du 15 octobre 2009.
Le point 21 est situé sur la ligne géodésique avec un azimut initial de 358º 13' 22" par rapport au point 2 décrit dans l'Accord entre le Gouvernement de la Barbade et le Gouvernement de Saint-Vincent-et-les Grenadines sur la délimitation de la zone maritime en date du 31 août 2015.

## Carte des frontières maritimes dans les Caraïbes

Délimitations des frontières maritimes dans les États et territoires des Caraïbes.